# Karuh
Karuh es una ciudad de Afganistán, perteneciente al distrito de su nombre.
Pertenece a la provincia de Herat.
Su población es de 18.834 habitantes (2007).
El animado bazar de Karuh es continuamente mencionado en documentales a través de los siglos. El sepulcro de Hazrat Alla Berdi, Sufi ul-Islam, se encuentra en esta ciudad.
- Datos: Q6373621